# Guillac (Morbihan)
Pour l’article ayant un titre homophone, voir Guillac (Gironde).
Guillac [gijak] est une commune française située dans le département du Morbihan, en région Bretagne. Guillac était dans l'archidiaconé de Porhoët (pays de Porhoët) de l'ancien diocèse breton de Saint-Malo ("Grand-pays de Malo").

## Géographie

### Situation
| Josselin      | La Croix-Helléan, Helléan | Taupont            |
| Guégon        | Guillac                   | Ploermel           |
| Saint-Servant | Quily                     | Le Roc-Saint-André |

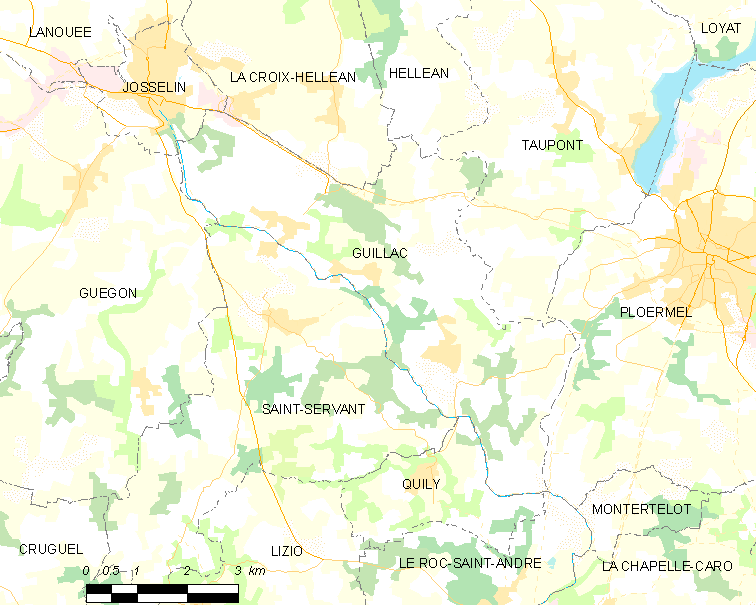
Carte de la commune de Guillac.

Guillac se trouve au nord du Morbihan entre Josselin (à l'ouest) et Ploërmel (à l'est).

### Relief et hydrographie
Guillac est limité côté sud-ouest par l'Oust, qui sépare la commune de celles de Josselin, Saint-Servant et Val-d'Oust et, côté nord-est, par le Ninian, affluent de rive gauche de l'Oust, qui marque la limite avec les communes de La Croix-Helléan, Helléan, Taupont et Ploërmel. Leur confluence, à l'extrémité sud-est du territoire communal, est le point le plus bas de son finage (19 mètres d'altitude), tandis que le point le plus élevé (91 mètres) se trouve dans le Bois de Bon Cœur, proche de la limite nord-ouest de la commune ; mais l'altitude de 90 mètres est atteinte dans le bois situé au nord du hameau de Caruhel, dominant la vallée de l'Oust, encaissée à cet endroit d'une soixantaine de mètres. Le bourg se trouve à une soixantaine de mètres d'altitude.

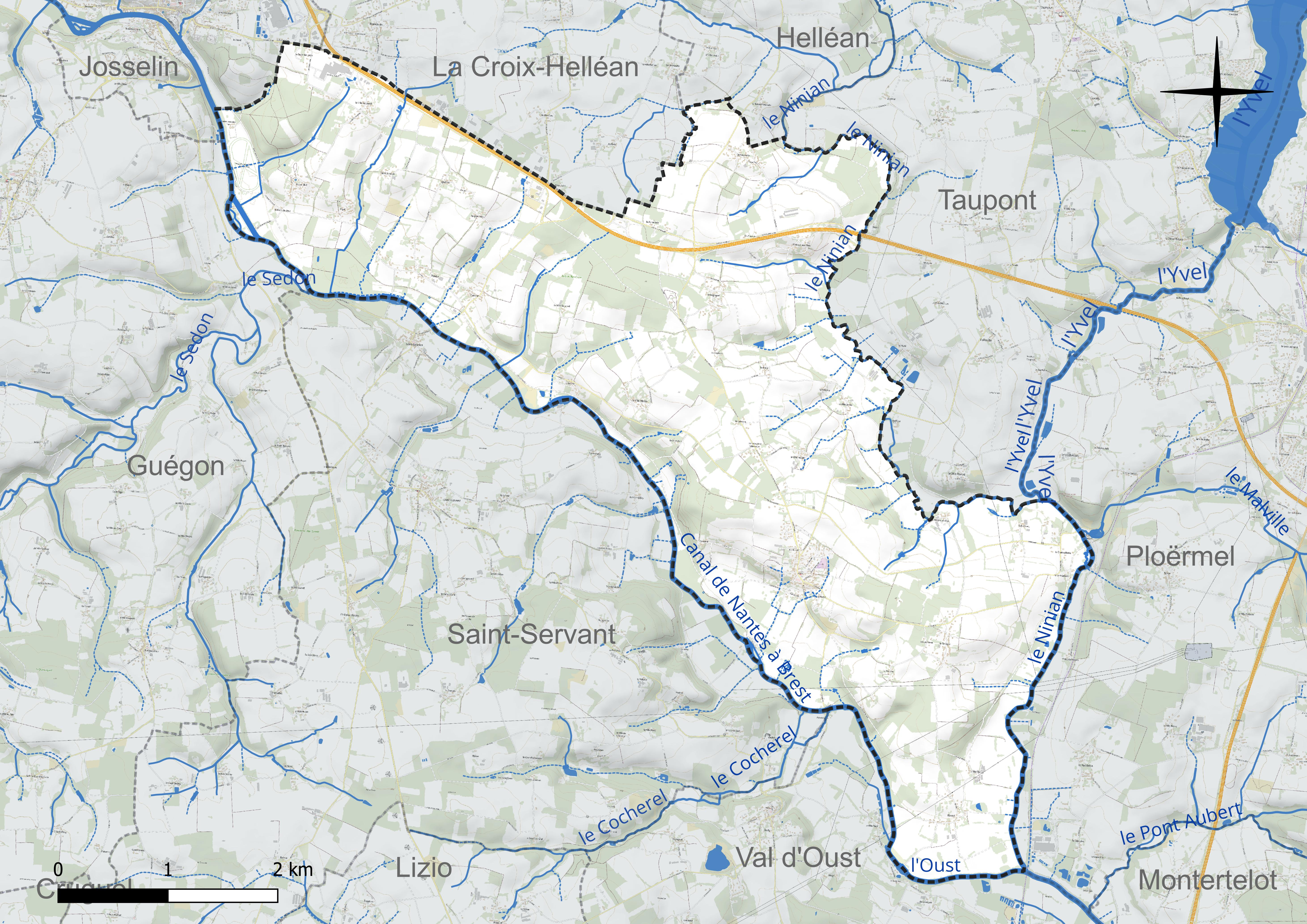
Carte du réseau hydrographique de la commune de Guillac.

### Hydrographie
Pour un article plus général, voir Réseau hydrographique du Morbihan.
La commune est située dans le bassin Loire-Bretagne. Elle est drainée par le canal de Nantes à Brest, l'Oust, le Ninian et un autre petit cours d'eau,.
Le canal de Nantes à Brest est un canal, chenal et un estuaire et un cours d'eau naturel navigable sur une grande partie de son cours, d'une longueur de 364 km, prend sa source dans la commune de Nort-sur-Erdre et se jette  dans la Loire à Nantes. 
L'Oust, d'une longueur de 145 km, prend sa source dans la commune de La Harmoye et se jette  dans la Vilaine à Rieux, après avoir traversé 46 communes. 
Le Ninian, d'une longueur de 60 km, prend sa source dans la commune de Laurenan et se jette  dans le canal de Nantes à Brest à Val d'Oust, après avoir traversé 16 communes. 

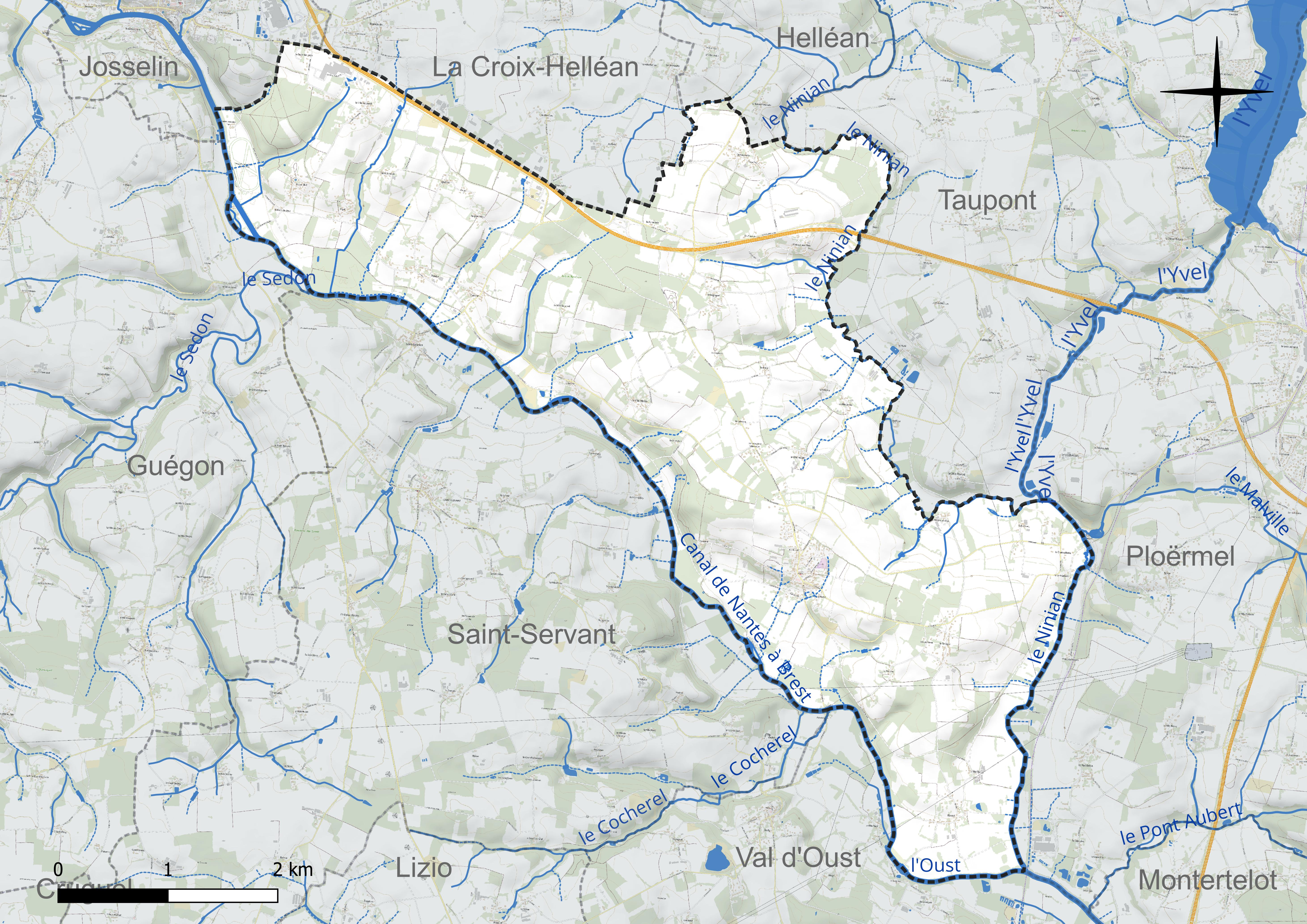
Réseau hydrographique de Guillac.

### Climat
Pour des articles plus généraux, voir Climat de la Bretagne et Climat du Morbihan.
En 2010, le climat de la commune est de type climat océanique franc, selon une étude du CNRS s'appuyant sur une série de données couvrant la période 1971-2000. En 2020, Météo-France publie une typologie des climats de la France métropolitaine dans laquelle la commune est exposée à un climat océanique et est dans la région climatique  Bretagne orientale et méridionale, Pays nantais, Vendée, caractérisée par une faible pluviométrie en été et une bonne insolation. Parallèlement l'observatoire de l'environnement en Bretagne publie en 2020 un zonage climatique de la région Bretagne, s'appuyant sur des données de Météo-France de 2009. La commune est, selon ce zonage, dans la zone « Intérieur Est », avec des hivers frais, des étés chauds et des pluies modérées.
Pour la période 1971-2000, la température annuelle moyenne est de 11,4 °C, avec une amplitude thermique annuelle de 12,5 °C. Le cumul annuel moyen de précipitations est de 921 mm, avec 13,5 jours de précipitations en janvier et 6,7 jours en juillet. Pour la période 1991-2020, la température moyenne annuelle observée sur la station météorologique la plus proche, située sur la commune de Ploërmel à 6 km à vol d'oiseau, est de 12,0 °C et le cumul annuel moyen de précipitations est de 767,2 mm,. Pour l'avenir, les paramètres climatiques de la commune estimés pour 2050 selon différents scénarios d'émission de gaz à effet de serre sont consultables sur un site dédié publié par Météo-France en novembre 2022.

### Transports
L'Oust, canalisé, correspond à un tronçon du Canal de Nantes à Brest et reste accessible à la navigation de plaisance.
La partie nord de la commune est traversée par la RN 24, axe routier Rennes - Lorient, aménagé en voie expresse ; l'échangeur de la Pyramide dessert la commune, le bourg y étant relié par la D 169. Le bourg est à l'écart des grands axes de circulation.
Le GR 37 longe en partie la vallée de l'Oust dans sa traversée de la commune.

### Paysages et habitat
Guillac présente un paysage agraire traditionnel de bocage avec un habitat dispersé en écarts constitués de hameaux (appelés localement "villages") et de fermes isolées.

## Urbanisme

### Typologie
Au 1er janvier 2024, Guillac est catégorisée commune rurale à habitat dispersé, selon la nouvelle grille communale de densité à sept niveaux définie par l'Insee en 2022.
Elle est située hors unité urbaine. Par ailleurs la commune fait partie de l'aire d'attraction de Ploërmel, dont elle est une commune de la couronne,. Cette aire, qui regroupe 19 communes, est catégorisée dans les aires de moins de 50 000 habitants,.

### Occupation des sols
L'occupation des sols de la commune, telle qu'elle ressort de la base de données européenne d’occupation biophysique des sols Corine Land Cover (CLC), est marquée par l'importance des territoires agricoles (75 % en 2018), en diminution par rapport à 1990 (76,3 %). La répartition détaillée en 2018 est la suivante : 
zones agricoles hétérogènes (41 %), terres arables (20,3 %), forêts (19,7 %), prairies (13,7 %), zones urbanisées (4,7 %), zones industrielles ou commerciales et réseaux de communication (0,6 %). L'évolution de l’occupation des sols de la commune et de ses infrastructures peut être observée sur les différentes représentations cartographiques du territoire : la carte de Cassini (XVIIIe siècle), la carte d'état-major (1820-1866) et les 
cartes ou photos aériennes de l'IGN pour la période actuelle (1950 à aujourd'hui).

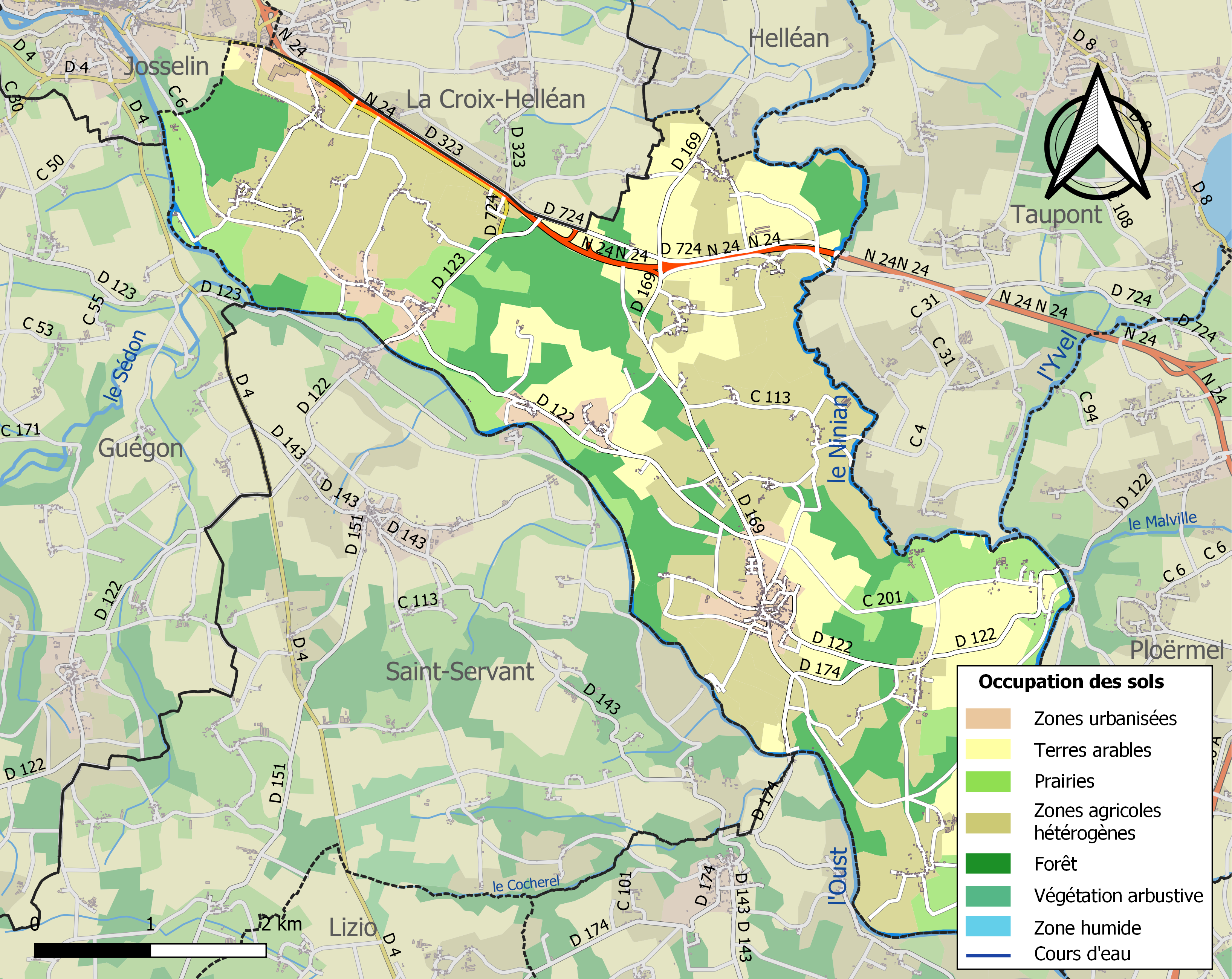
Carte des infrastructures et de l'occupation des sols de la commune en 2018 (CLC).

## Toponymie
Attesté sous les formes Giliac Plebs (cartulaire de Redon) ; Giliac en 834 (cartulaire de Redon) ; Gilliac en 851,, Guillac en 870, Giliac en 895, Guillac en 118, Quillac en 1118, Guilloc en 1426, Guillac en 1453, Glac eu XVIIe siècle, Glac en 1731[réf. nécessaire]
Il s'agit d'une formation toponymique gauloise, gallo-romaine ou gallo-brittonique en -acum, suffixe d'origine gauloise marquant le lieu et la propriété et qui a donné la terminaison -ac dans la partie de la Bretagne gagnée au breton, il s'est souvent confondu ou employé conjointement avec le suffixe brittonique -ogon > -oc > -euc (-eux) > -ec de même valeur. Le premier élément Guill- représente le nom de personne gallo-romain Gilius.
Dia en gallo. Cette forme note la palatalisation de g+i en parler rapide. En tempo posé, ce serait G'ija.
La forme bretonne proposée par l'Office public de la langue bretonne est Gilieg.

## Histoire

### Moyen-Âge
Guillac serait issu du démembrement de l'ancienne paroisse de l'Armorique primitive de Ploërmel. Guillac est cité pour la première fois, sous le nom "Gilac", dans le cartulaire de Redon qui date du IXe siècle.
Le 26 mars 1351, Guillac a vu se dérouler le combat des Trente, près du « chêne de la lande de Mi-Voie.
La terre de Guillac (alors nommé "Glac") change plusieurs fois de suzerain au Moyen-Âge : elle est venue en 1365 par Geoffroy de Mortemer à Guillaume de Felton, qui doit la céder 5 ans plus tard comme rançon à Thomas de Melburne, puis passe successivement en quelques années aux mains du roi Charles V, qui la donne à Olivier V de Clisson, avant d'appartenir au duc de Bretagne Jean V qui, en 1407, la donne comme dot lors du mariage de Marguerite de Bretagne avec Alain IX de Rohan.
Montertelot était une trève de Guillac.

### Temps modernes

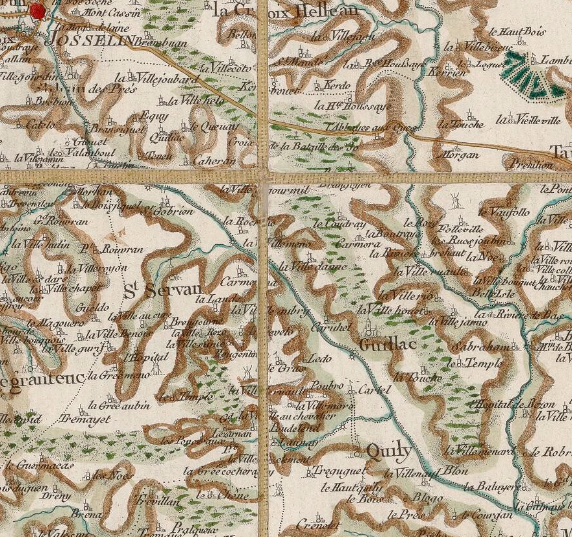
Carte de Cassini de la paroisse de Guillac (1789).

Jean-Baptiste Ogée décrit ainsi Guillac en 1778 :

« Glac ou Bas-Guillac : dans un fond, entre la rivière d'Oust et celle au Duc ; à 18 lieues ¾ au Sud-Sud-Ouest de Saint-Malo, son évêché ; à 13 lieues de Rennes.
et à 1 lieue ½ de Josselin, sa subdélégation. Cette paroisse ressortit au siège royal de Ploërmel et compte 900 communiants. La cure est présentée par l'abbé de Saint-Jean-des-Prés. Cette paroisse renferme les maisons nobles suivantes, connues dès l'an 1390 : la Rivière, à Jean de la Rivière ; Sabrahan, à Bertrand Pied-Tort ; le Broutey, à Jean de Quelen ; la Ville-Briand, à Olivier de Coabit ; le moulin Bouexel, à Éon Alain . Ce territoire, coupé de vallons, renferme de belles prairies et autres terres assez bonnes ; mais on y voit beaucoup de landes et de cantons incultes. »

### Révolution française
Le 9 octobre 1799 5 chouans (Pierre Rouxel, 34 ans, de Bréhan ; Marc Barclé, 21 ans, de Plumieux ; Cyprien Raulo, 21 ans, de Bréhan ; Joseph Hautin, 21 ans, de Loudéac et Guillaume Huet, 22 ans, de Plessala) sont arrêtés à la Touche-d'en-Haut en Bréhan par des soldats bleus et conduits le surlendemain de Josselin à Vannes via Ploërmel. Lors d'un arrêt à Mi-Voie en Guillac, l'escorte des soldats (15 hommes de la 6e demi-brigade commandés par le sergent Pouet) les  fusillèrent (ou les égorgèrent) pour les dépouiller, prétendant ensuite avoir été attaqués ; parmi eux Pierre Rouxel n'était probablement pas un chouan, mais un paysan qui était en train de battre du blé noir lorsqu'il fut arrêté et ayant plutôt des sympathies républicaines. Selon Jules Falher, en 1909 une croix en ruine marquait l'endroit des crimes. De nos jours une croix monolithe s'y trouve toujours, au carrefour de la D 169 et de la D 724, près du lieu-dit "Les Cours Hello" en Guillac ; elle porte l'inscription gravée en façade : « A Rouxel de Bréhand ses 4 compagnons ici fusillés 11 octobre 1799 ».

### LeXIXesiècle
A. Marteville et P. Varin, continuateurs d'Ogée, décrivent ainsi Guillac en 1843 :

« Guillac : commune formée de l'ancienne paroisse de ce nom ; aujourd'hui succursale. (..) Principaux villages : Brincillé, Equi, la Ville-Joubart, Queliac,  Cahéran, la Ville-Méno, Bragohan, la Ville-Houssais,  la Ville-Rio, la Ville-Houet, Cahuhek, Sabraham, le Temple, la Touche, Blon. Superficie totale 2 181 hectares 63 ares, dont (..) terres labourables 917 ha, prés et pâturages 243 ha, bois 80 ha, vergers et jardins 61 ha ; landes et incultes 779 ha (..). Moulins : 4 ( de Saint-Jouan, de Hugo, de Bréhant).(..) La rivière d'Oust, canalisée, traverse à l'ouest cette commune. On compte cinq écluses sur son parcours : ce sont celles de Saint-Jouan, de Clan, de Carmenais, de Guillac, de Blon. La rivière de Niniam court à l'est. Géologie : schiste talqueux ; grès quartzite au nord-nord-est de Saint-Jean-des-Prés. On parle le français [en fait le gallo]. »

En 1874 « 479 habitants des communes de Saint-Jean-Brévelay, de Lanouée et de Guillac (Morbihan) demandent le rétablissement de la monarchie et la proclamation du roi légitime Henri V ».
En septembre 1887, à la suite des décrets de laïcisation des écoles, le préfet du Morbihan donne 24 heures au conseil municipal de Guillac pour trouver un logement au nouvel instituteur nommé à l'école des garçons ; le conseil municipal proteste contre cette laïcisation « décrétée sans qu'il ait été consulté et malgré le désir de tous les habitants de la commune (..) et adresse au frère Ferdinand, en même temps que ses regrets, ses remerciements pour son dévouement et pour les soins qu'il a prodigué à ses jeunes élèves » ; lors de l'ouverture de l'école laïcisée « cinq ou six élèves » seulement se sont présentés. En 1889 l'école laïque de Guillac compte 7 élèves alors que l'école privée catholique en comptait 76.

### LeXXesiècle

#### La Belle Époque
Le 18 septembre 1907 un commissaire de police, accompagné de gendarmes et d'un bataillon du 116e régiment d'infanterie arriva à Guillac pour expulser les deux religieuses qui tenaient jusque-là l'école des filles (qui appartenait jusque-là à la fabrique) et placée sous séquestre ; « après la triple sommation du commissaire les portes fracturées donnèrent entrée au représentant de la force [publique] (..) ; un certain nombre d'habitants assistèrent à l'opération mais aucune manifestation n'eut lieu, ce qui ne prouve point que la population approuvait ».

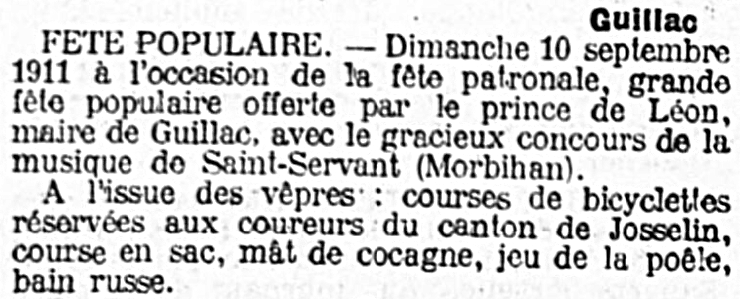
Guillac ː programme de la fête patronale de septembre 1911 (journal L'Ouest-Éclair du 10 septembre 1911).

« Après la fermeture brutale et la confiscation de l'école chrétienne de Guillac (Morbihan), que M. le duc de Rohan avait bâtie et qu’il fut réduit à racheter, l'école des filles, bâtie elle aussì par M. le duc de Rohan, a été fermée à son tour et confisquée au profit d’institutrices laiques, dont la population entière réprouve l'enseignement. Le prince de Léon, maire de Guillac, et Mme la princesse, avec d'autres bienfaiteurs insignes (..), ont rétabli à leurs frais, sous le vocable de Notre-Dame du Roncier, cette école, dont l'inauguration a eu lieu solennellement ».

#### La Première Guerre mondiale
Le monument aux morts de Guillac porte les noms de 58 soldats morts pour la France pendant la Première Guerre mondiale : parmi eux 2 (Jean Le Guével et Joseph Robert) sont morts en captivité en Allemagne ; tous les autres sont morts sur le sol français, dont Auguste Bouix et Henri Le Petit, tous deux décorés de la Médaille militaire et de la Croix de guerre aisi que François Arribart, Alexis Gicquel, Alexis Joubier et François Robert, tous les quatre décorés de la Croix de Guerre.

#### L'Entre-deux-guerres
Le monument aux morts de Guillac représente un poilu placé sur un socle dont la face avant porte une plaque commémorative portant les noms des morts pour la France des diverses guerres du XXe siècle.

#### La Seconde Guerre mondiale
Le monument aux morts de Guillac porte les noms de 4 personnes mortes pour la France pendant la Seconde Guerre mondiale : Adrien Rouxel, mort de maladie le 1er février 1940 ; Jean Colin, mort en captivité le 8 avril 1945 en Allemagne ; Joseph Pyrrhe et Gabriel Rio.
Le 11 juillet 1944, Guillac est cerné par des troupes allemandes en raison de la présence du commandant des parachutistes Pierre-Louis Bourgoin à l'écluse. En effet, le commandant s'y trouve en réunion avec le lieutenant parachutiste Henry Corta, le parachutiste René le Touzic et trois chefs FFI, le colonel Morice (Paul Chenailler), le commandant Emile Guimard et le commissaire de police Edouard Brunet-Dramart. Une jeune fille avertit l'éclusier de l'arrivée des soldats allemands. Les résistants parviennent de justesse à échapper à la capture sauf le soldat René Le Touzic qui est arrêté, il sera torturé et fusillé à Josselin le 3 août 1944. Deux agentes de liaison de la Résistance sont également arrêtées, emprisonnées et torturées à Josselin, Anne Créquer et Madeleine Rolland.

#### L'après Seconde Guerre mondiale
Un soldat originaire de Guillac (Alexis Arribart) est mort pour la France pendant la Guerre d'Indochine et un autre (Eugène Guil) pendant la Guerre d'Algérie.

## Politique et administration
| Période                                  | Période   | Identité                 | Étiquette | Qualité             |
| ---------------------------------------- | --------- | ------------------------ | --------- | ------------------- |
| 1793                                     | 1800      | Pierre Jagu              |           | Cultivateur.        |
| 1800                                     | 1813      | Urbain Mainguy           |           |                     |
| 1813                                     | 1849      | Jacques Pierre Le Ray    |           | Laboureur.          |
| 1852                                     | 1879      | Pierre Marie Blanche     |           | Cultivateur.        |
| 1879                                     | 1908      | Alexis Le Guével         |           | Entrepreneur.       |
| 1908                                     | 1914      | Josselin de Rohan-Chabot |           |                     |
|                                          | 1934      | Pierre Bouix             |           |                     |
| 1934                                     | 1954      | François Moureaud        |           | Agriculteur.        |
| 1954                                     | 1970      | Toussaint Rouault        |           | Agriculteur.        |
| 1970                                     | 1977      | Pierre Marchand          |           |                     |
| 1977                                     | 1995      | Jean Desbois             |           | Agriculteur.        |
| juin 1995                                | juin 2008 | Jean-Paul Nayl           |           |                     |
| juin 2008                                | mars 2014 | Françoise Le Moelle      | -         | Directrice d'école. |
| mars 2014 Réélu en 2020                  | En cours  | Stéphane Rouault         | -         | Agriculteur.        |
| Les données manquantes sont à compléter. |           |                          |           |                     |

### Jumelages
Guillac est jumelée avec Tard en Hongrie depuis 2003,.

## Démographie
L'évolution du nombre d'habitants est connue à travers les recensements de la population effectués dans la commune depuis 1793. Pour les communes de moins de 10 000 habitants, une enquête de recensement portant sur toute la population est réalisée tous les cinq ans, les populations de référence des années intermédiaires étant quant à elles estimées par interpolation ou extrapolation. Pour la commune, le premier recensement exhaustif entrant dans le cadre du nouveau dispositif a été réalisé en 2006.

En 2022, la commune comptait 1 402 habitants, en évolution de +3,32 % par rapport à 2016 (Morbihan : +3,82 %, France hors Mayotte : +2,11 %).
| 1793  | 1800  | 1806  | 1821  | 1831  | 1836  | 1841  | 1846  | 1851  |
| ----- | ----- | ----- | ----- | ----- | ----- | ----- | ----- | ----- |
| 1 500 | 1 330 | 1 412 | 1 389 | 1 513 | 1 520 | 1 529 | 1 544 | 1 545 |

| 1856  | 1861  | 1866  | 1872  | 1876  | 1881  | 1886  | 1891  | 1896  |
| ----- | ----- | ----- | ----- | ----- | ----- | ----- | ----- | ----- |
| 1 539 | 1 591 | 1 577 | 1 531 | 1 528 | 1 512 | 1 526 | 1 489 | 1 520 |

| 1901  | 1906  | 1911  | 1921  | 1926  | 1931  | 1936  | 1946  | 1954  |
| ----- | ----- | ----- | ----- | ----- | ----- | ----- | ----- | ----- |
| 1 484 | 1 521 | 1 483 | 1 394 | 1 265 | 1 222 | 1 184 | 1 122 | 1 120 |

| 1962  | 1968  | 1975 | 1982 | 1990  | 1999  | 2006  | 2011  | 2016  |
| ----- | ----- | ---- | ---- | ----- | ----- | ----- | ----- | ----- |
| 1 119 | 1 056 | 988  | 987  | 1 037 | 1 092 | 1 204 | 1 381 | 1 357 |

| 2021  | 2022  | - | - | - | - | - | - | - |
| ----- | ----- | - | - | - | - | - | - | - |
| 1 383 | 1 402 | - | - | - | - | - | - | - |

## Lieux et monuments
- l'abbaye de Saint-Jean-des-Prés ;
- la colonne des Trente ;
- la croix de cimetière édifiée au bourg ;
- la croix du Hambot ;
- la croix de la Brassée ;
- la croix de la Lande du Temple ;
- la croix de La Ville Méno ;
- la fontaine Saint-Bertin ;
- l'église Saint-Bertin : dédiée à  saint Bertin, elle date initialement du XVIe siècle, comprenant alors une simple nef à laquelle deux chapelles étaient accolées de part et d'autre ; les travaux d'agrandissement effectués en 1860 lui donnèrent un chœur ; un tableau, "La donation du Rosaire", date du XVIe siècle ; un vitrail représente saint Sosthène (un disciple et compagnon de saint Paul)[47] et sainte Herminie.
- le manoir de la Ville Dan date du XVIe siècle, il est inscrit à l'inventaire général du patrimoine culturel[48].

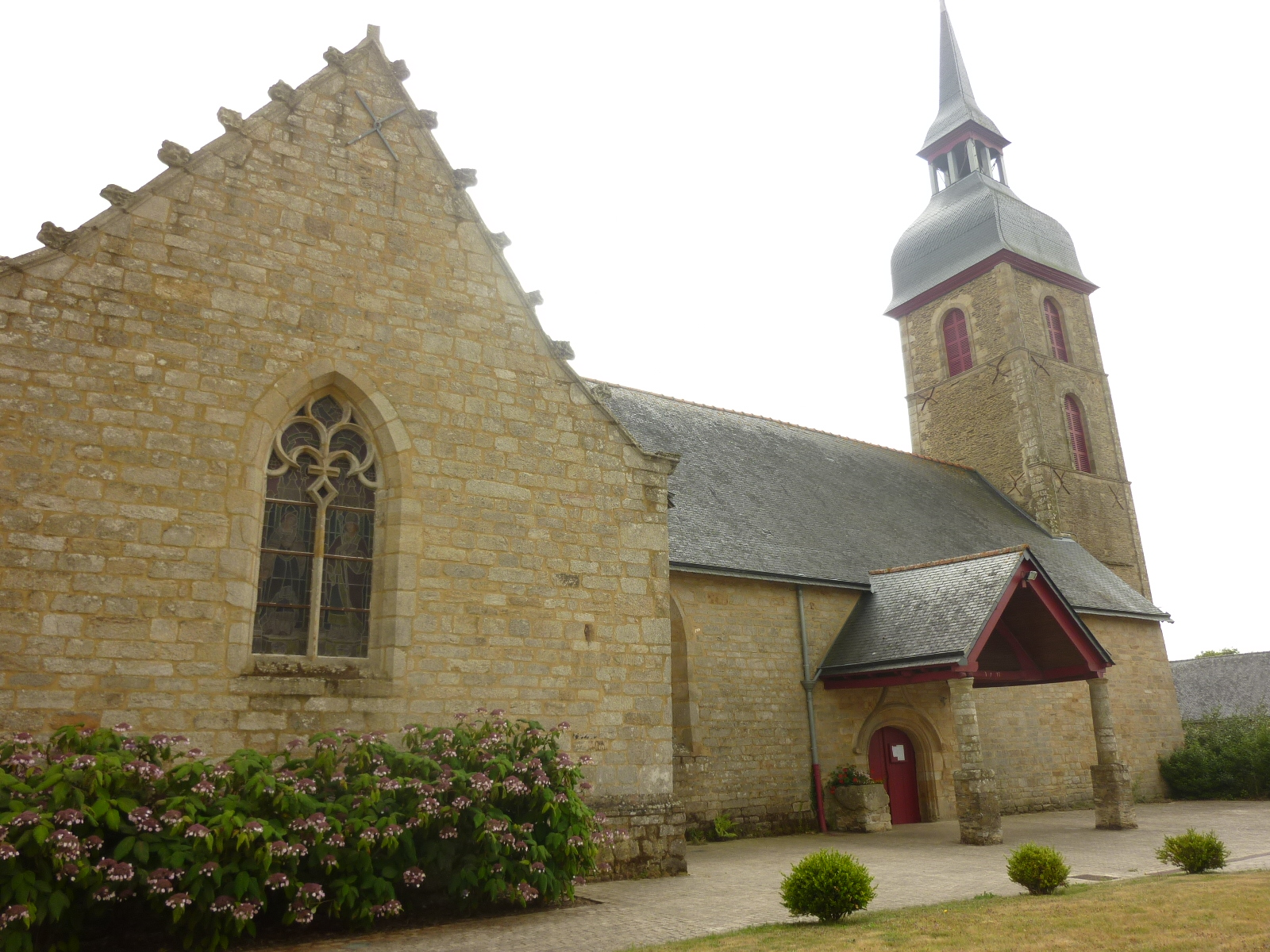
L'église Saint-Bertin (XVIe siècle – XIXe siècle).
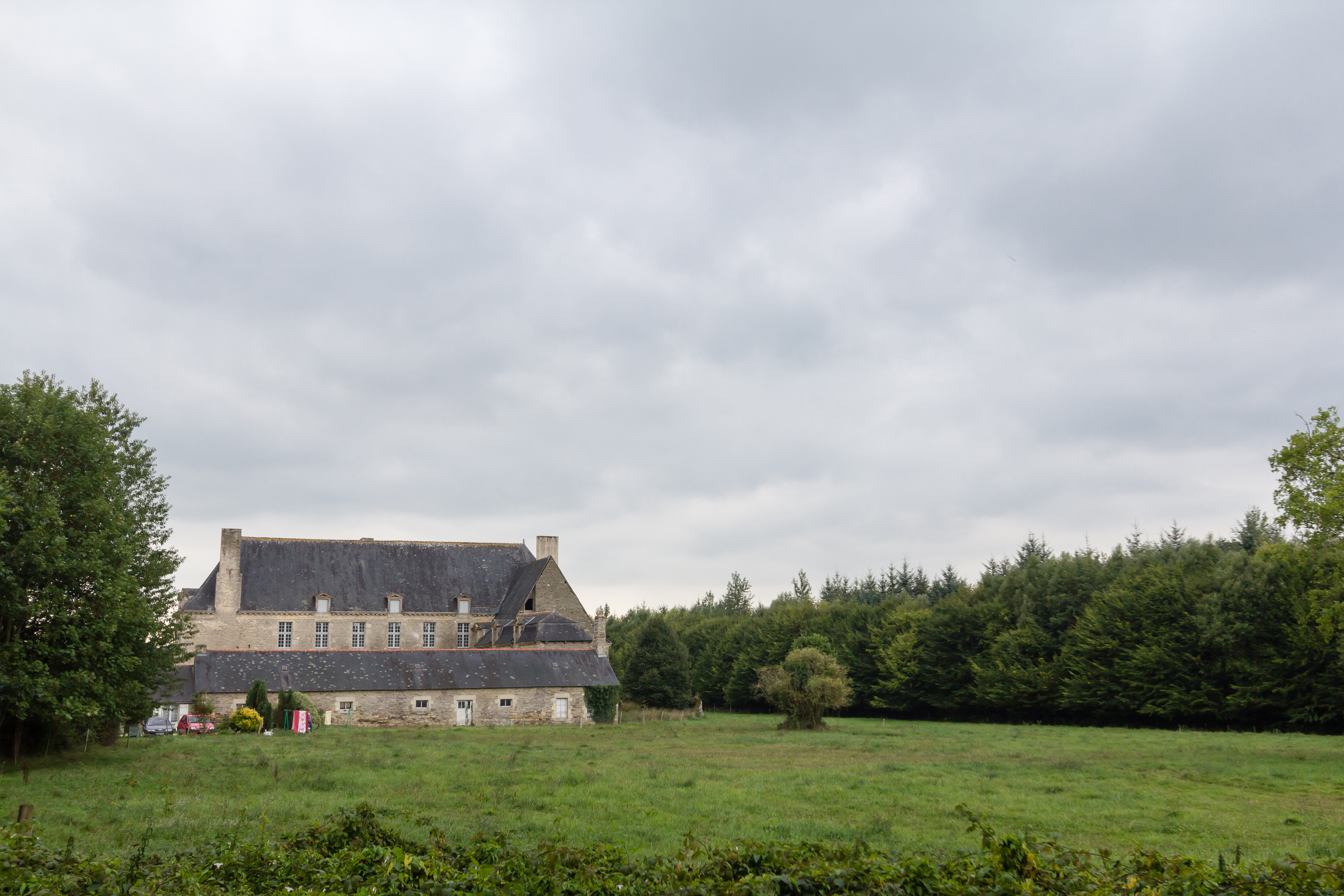
L'abbaye de Saint-Jean-des-Prés.
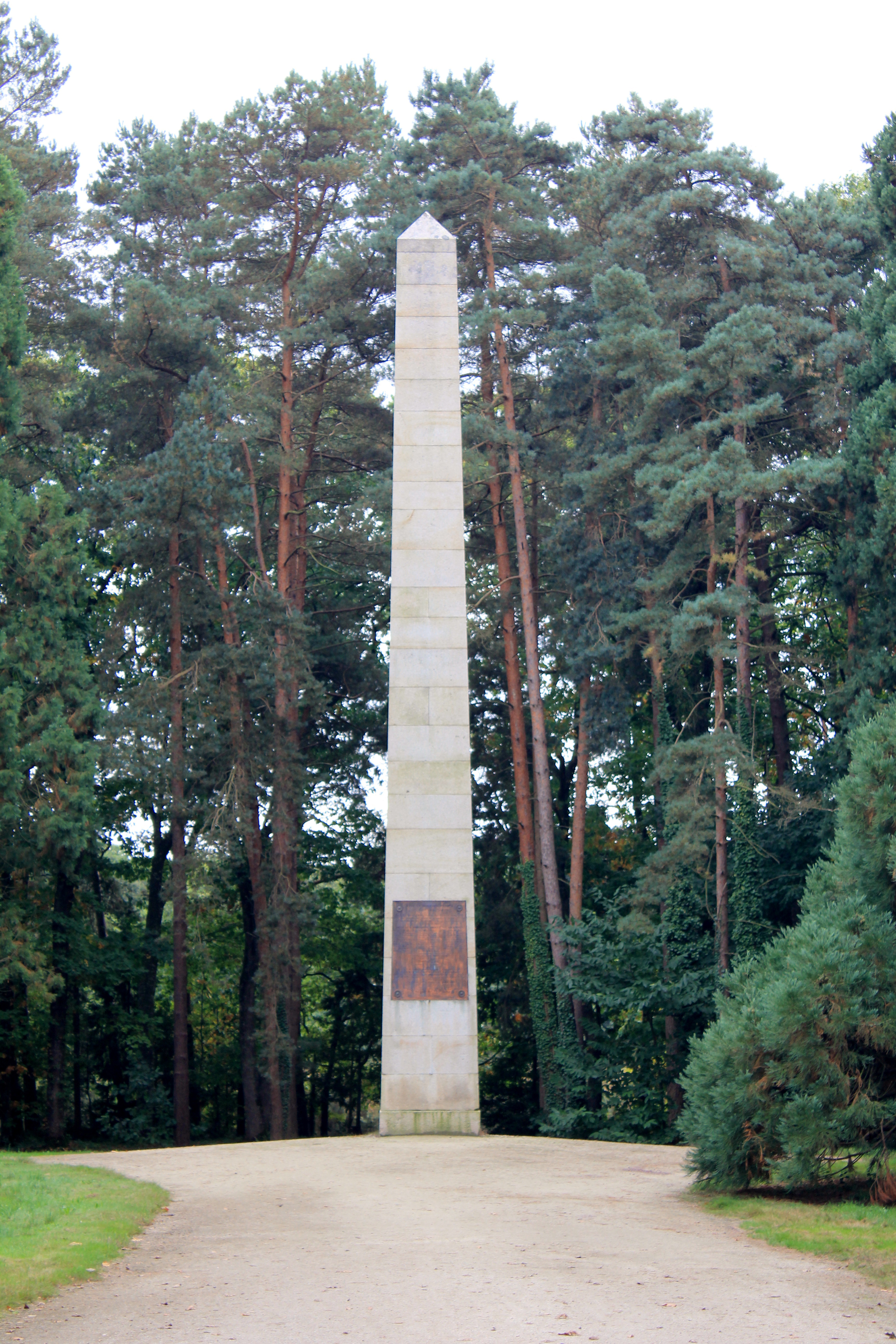
La colonne des Trente.
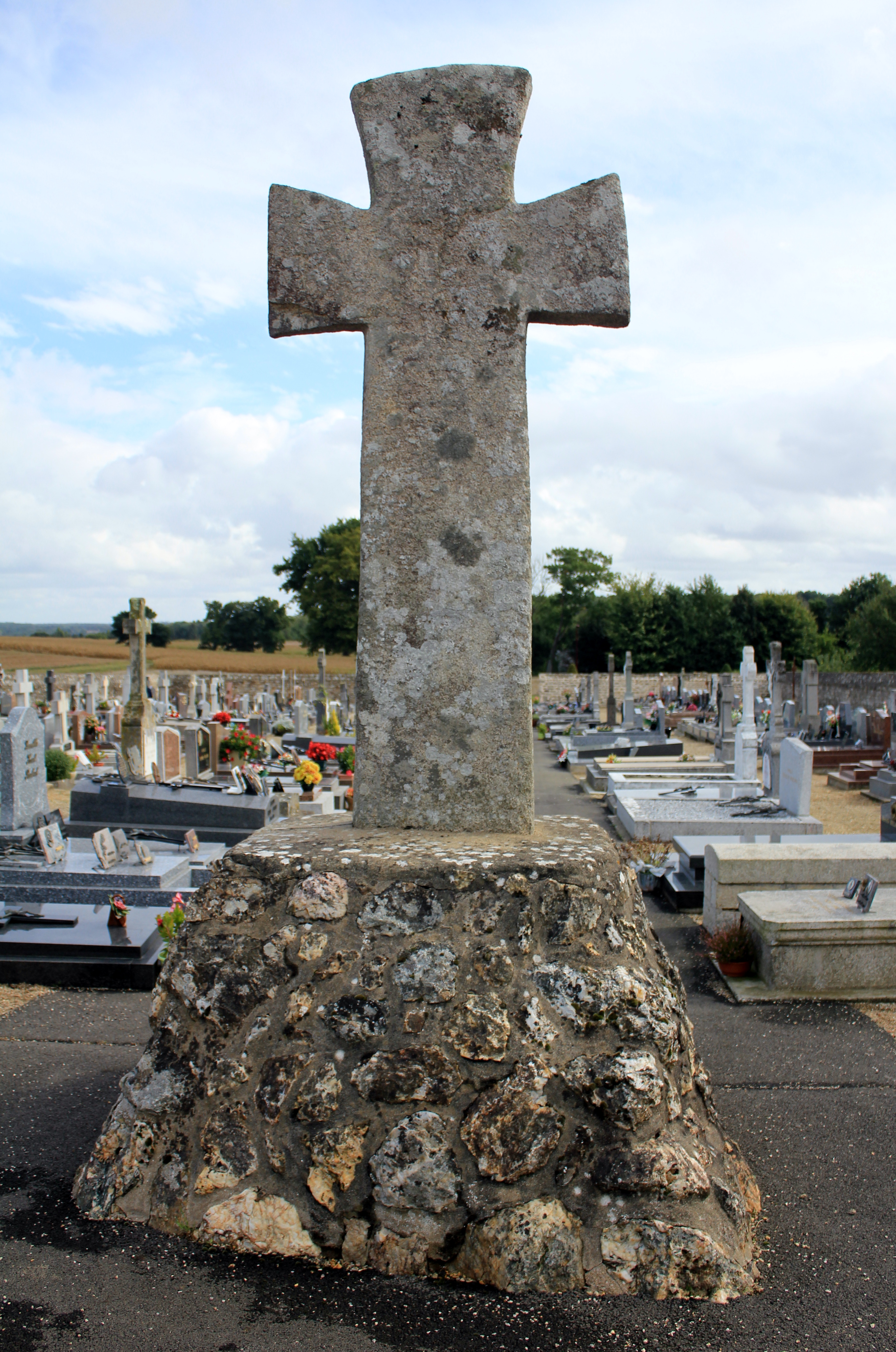
La croix de cimetière.
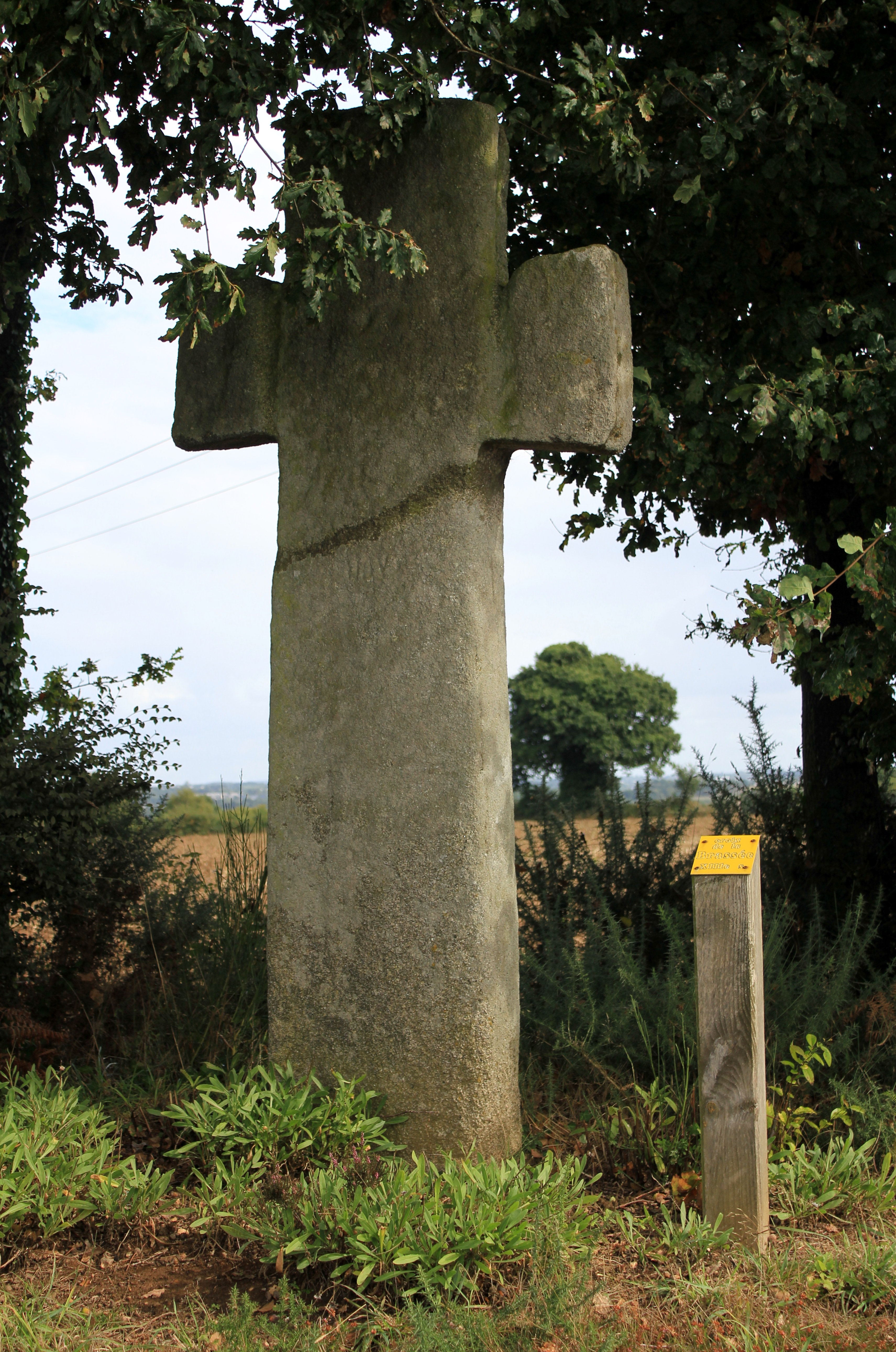
La croix de la Brassée.
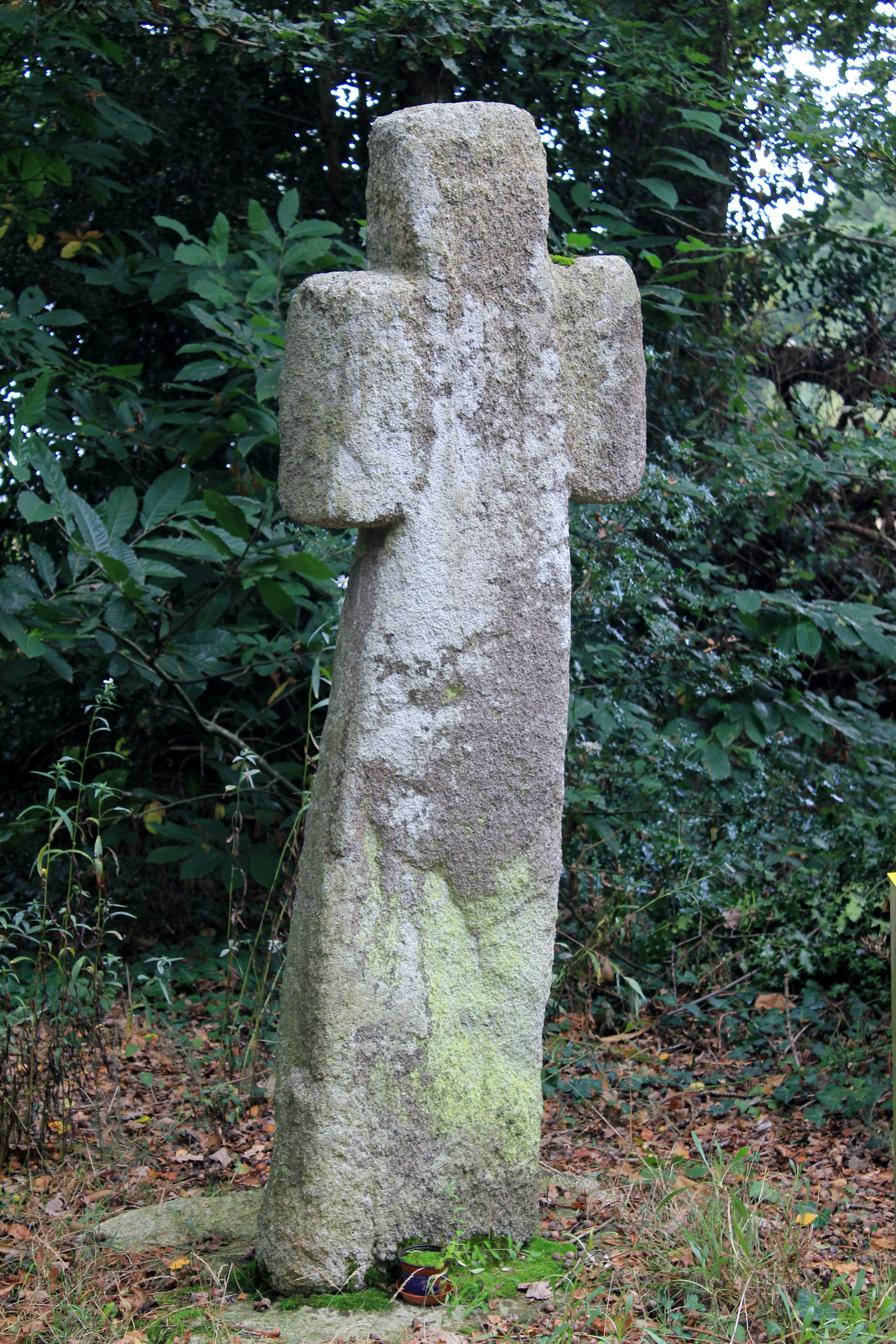
La croix de la Lande du Temple.
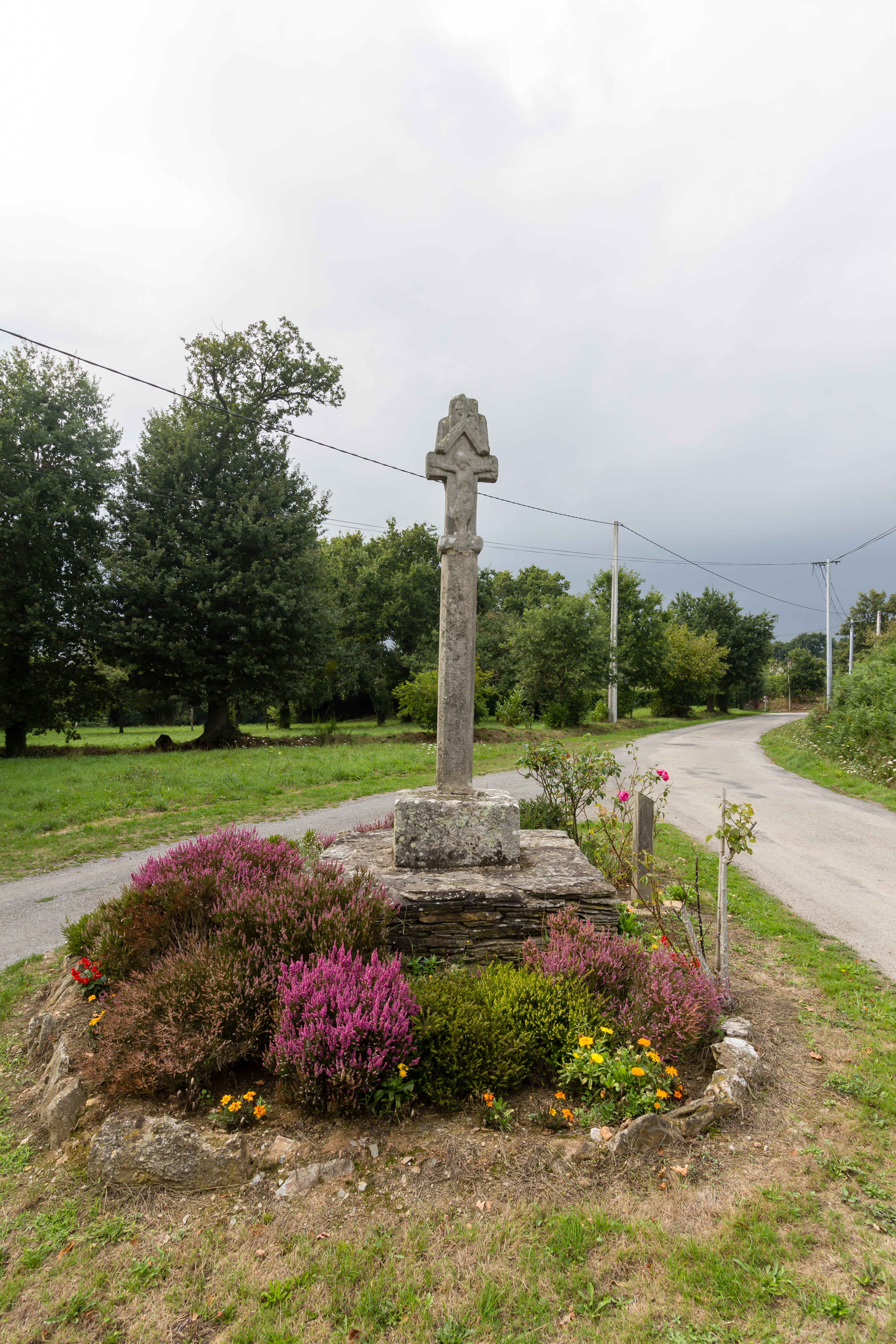
La croix de la Ville Méno.
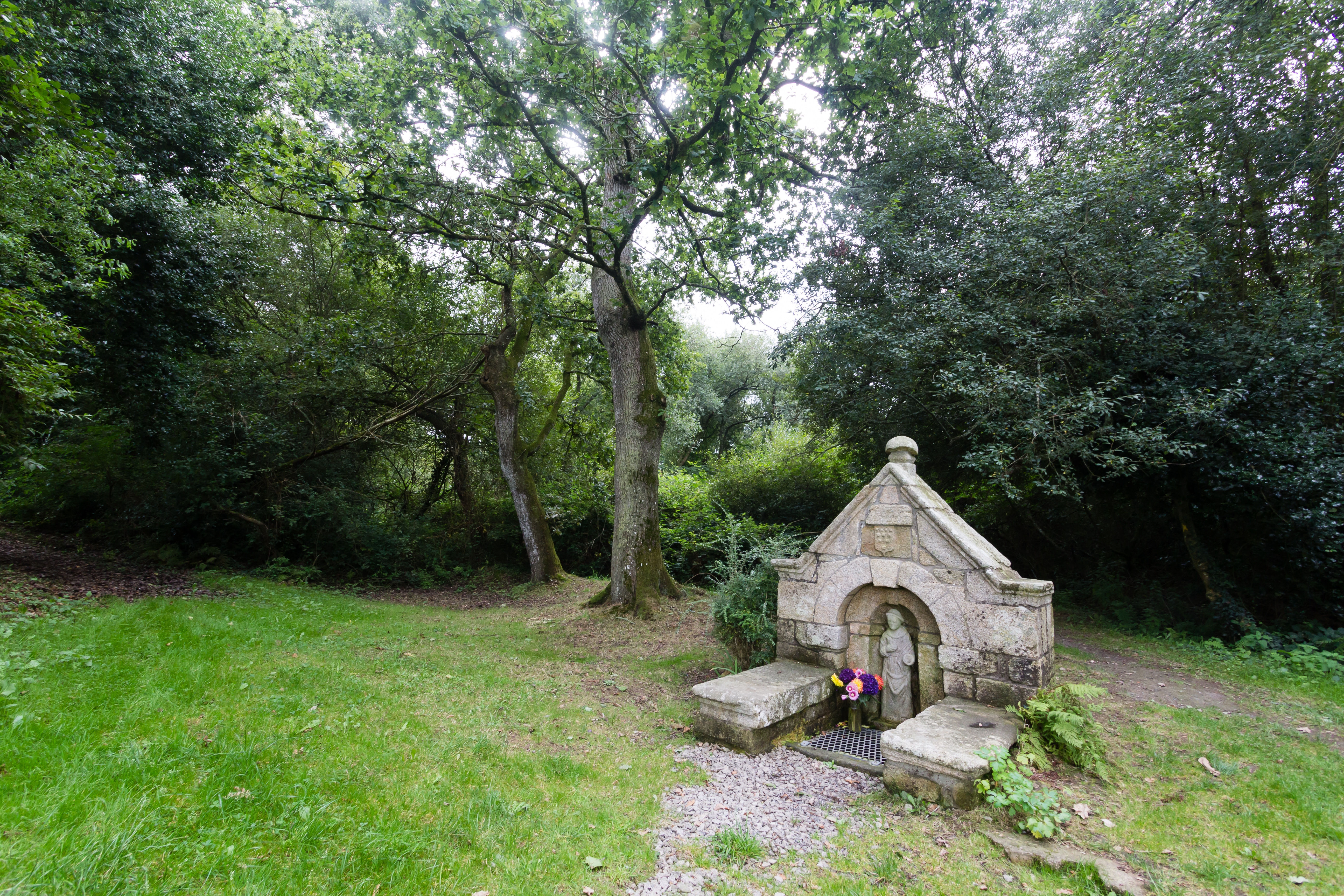
La fontaine Saint-Bertin.

## Personnalités liées à la commune
- Pierre Richard, né vers 1704, † 1760, notaire du comté de Porhoët, demeurant au village de Caruhel (1754) puis en celui de la Ville-Rio.
- Josselin de Rohan-Chabot, maire de Guillac de 1908 à 1914, puis député-maire de Josselin de 1914 jusqu'à sa mort en 1916 dans la Somme pendant la Première Guerre mondiale.